# Балота-де-Жос
Балота-де-Жос (рум. Balota de Jos) — село у повіті Долж в Румунії. Адміністративний центр комуни Мургаші.
Село розташоване на відстані 181 км на захід від Бухареста, 24 км на північ від Крайови.

## Населення
За даними перепису населення 2002 року у селі проживали 335 осіб, усі — румуни. Усі жителі села рідною мовою назвали румунську.